# Історія освоєння мінеральних ресурсів Південної Америки
Люди прийшли на Американський континент не пізніше 12 тисяч років до н. е. Вони використовували кремінь і кременистий сланець, базальт, кварцит, обсидіан та інше.
З 6—5-го тисяч до н. е., розповсюджуються знаряддя з туфу, базальту тощо. З 4-го тисячоліття до н. е. для виготовлення прикрас використовувалися мармур, бірюза, ляпіс-блакить, нефрит та інші.
У 2—3-му тис. до н. е. у гірських районах гірські породи стали використовувати для культових споруд (Чавін-де-Уантар, Котос у Перу) і в житловій забудові; особливого розквіту кам'яне будівництво досягло в інкській архітектурі (16—14 століття до н. е.). З граніту, вулканічного туфу, пісковику й іншого, вирізалися статуї божеств і міфічних істот (Агустін в Колумбії, Чавін-де-Уантар і Уарі в Перу, Тіауанако в Болівії і інше).
Освоєння глини як сировини для виготовлення керамічного посуду, почалося з 4-го тисячоліття до н. е., а у 2—1-му тис. до н. е. кераміка була вже відома населенню більшій частині континенту. У пустельних прибережних районах Перу та Чилі глина широко застосовувалася у будівництві. З сирцевих цеглин складено величезні піраміди в Моче і інших долинах Перуанського узбережжя.
У 1-му тис. до н. е. народи андських країн почали обробляти метали — спочатку золото, а потім мідь, срібло, платину й інші. Їх добували як у природних оголеннях, так і у шахтах кустарним способом. Є дані про використання нафти і асфальтів (у природних виходах на поверхню) місцевими жителями для осмолювання човнів, у релігійних обрядах і як ліки. Іспанці і португальці шукали у Південній Америці передусім, дорогоцінні метали.
У 16 столітті було відкрито найбільші родовища срібла в Перу і Болівії: Потосі (1546), Кастровіррейна (1555), Оруро (1595), Серро-де-Паско (1630). Провідну роль відігравало родовище Потосі у Болівії, що постачало приблизно на 7 млн песо на рік срібла до 1635 року.
До кінця 18 століття, коли родовище виснажилося, воно дало на 800 млн песо срібла. Техніка видобутку була примітивною, механізми — дробильні млини (рушій — вода або тварини). Поширення процесу амальгамації для отримання срібла у 2-й половині 16 століття, надало великого значення відкриттю родовищ ртуті (1566) в Уанкавеліке, Перу. Поклади свинцевих, цинкових, мідних, олов'яних і залізних руд розроблялися до кінця 19 століття епізодично. Найважливішою подією наприкінці 17—18 століть, було відкриття золотих родовищ у Бразилії, країна давала у 18 століття половину золота, що видобувалося у світі, в основному з розсипів. Золото добувалося також у Чилі і Колумбії. У Чилі добували також срібло і смарагди, у Колумбії — смарагди та платину.
На початок 19 століття стали розроблятися поклади натрієвої селітри у Чилі, залізні руди у Бразилії. Ці розробки набули промислового рівня на межі 20 століття. Нафту було виявлено на Карибському узбережжі Колумбії, у Венесуелі, Перу, відтак у Бразилії, Болівії, Аргентині. У Болівії основною статтею експорту стало олово. У Перу видобувалися руди срібла, міді, свинцю, цинку, бісмуту, золота. Підвищення попиту на продукцію видобувної промисловості викликало приплив іноземного капіталу зі Західної Європи та США у кінці 19 — на початку 20 століття. На цей час, активізується процес націоналізації гірничодобувної галузі.